# Амшанка (приток Керди)
Амшанка — река в России, протекает по Михайловскому району Рязанской области. Левый приток реки Кердь.

## География
Река Амшанка берёт начало у деревни Павелково. Течёт на восток. У деревни Каменный Хутор 1 сливается с рекой Волосовкой и через 600 м впадает в Кердь. Устье реки находится в 26 км от устья Керди по левому берегу. Длина реки составляет 15 км, площадь водосборного бассейна — 133 км².

## Данные водного реестра
По данным государственного водного реестра России, относится к Окскому бассейновому округу, водохозяйственный участок реки — Проня от истока и до устья, речной подбассейн реки — бассейны притоков Оки до впадения Мокши. Речной бассейн реки — Ока.
Код объекта в государственном водном реестре — 09010102112110000025387.